# Pokrajina Št. 2
Pokrajina Št. 2 é um filme de drama esloveno de 2008 dirigido e escrito por Vinko Möderndorfer. Foi selecionado como representante da Eslovênia à edição do Oscar 2009, organizada pela Academia de Artes e Ciências Cinematográficas.

## Elenco
- Marko Mandic - Sergej
- Slobodan Custic - Instrutor
- Barbara Cerar - Magda
- Maja Martina Merljak - Jasna
- Janez Hocevar - Polde
- Jaka Lah - Damjan